# 937年
| 千纪： | 1千纪 |
| 世纪： | 9世纪 \| 10世纪 \| 11世纪 |
| 年代： | 900年代 \| 910年代 \| 920年代 \| 930年代 \| 940年代 \| 950年代 \| 960年代 |
| 年份： | 932年 \| 933年 \| 934年 \| 935年 \| 936年 \| 937年 \| 938年 \| 939年 \| 940年 \| 941年 \| 942年 |
| 纪年： | 丁酉年（鸡年）；南吴天祚三年；闽通文二年；于阗同慶二十六年；契丹天显十二年；南汉大有十年；大義寧大明七年；大理文德元年；后蜀明德四年；后晋（吴越、荆南、马楚）天福二年；南唐昇元元年；日本承平七年 |

## 大事记
- 徐知诰改名李昇，废掉南吴皇帝杨溥，自立為帝，建南唐，南吳滅亡。
- 後唐末帝在閏十一月（937年1月）自焚，後唐遂亡。
- 段思平推翻大義寧，建立大理國，建元文德。
- 後晉高祖石敬瑭進封錢元瓘為吳越國國王。
- 天雄军节度使范延光、洛阳巡检使张从宾起兵反晋。张从宾兵败被杀。
- 交州節度使楊廷藝被部將矯公羨所殺。

## 逝世
- 楊詔，大義寧末代皇帝，楊干貞之弟。
- 楊廷藝，原為靜海節度使曲氏將領，越南自立建國重要人物之一。
- 耶律倍，是大契丹國（後改稱大遼國）開國皇帝太祖耶律阿保機和皇后述律平的長子。
- 蘇章，五代十國時期南漢名將。